# Karyóti
Karyóti är en ort i Grekland.   Den ligger i prefekturen Thesprotia och regionen Epirus, i den västra delen av landet, 300 km nordväst om huvudstaden Aten. Karyóti ligger 276 meter över havet och antalet invånare är 321.
Terrängen runt Karyóti är kuperad åt sydväst, men åt nordost är den bergig. Runt Karyóti är det glesbefolkat, med 15 invånare per kvadratkilometer. Närmaste större samhälle är Paramythiá, 2,1 km norr om Karyóti. 